# Psectrocladius biensis
Psectrocladius biensis är en tvåvingeart som beskrevs av Lipina 1949. Psectrocladius biensis ingår i släktet Psectrocladius och familjen fjädermyggor. Inga underarter finns listade i Catalogue of Life.